# Bundesautobahn 45
De Bundesautobahn 45 (kort BAB 45, A45 of 45), ook wel Sauerlandlinie genoemd, is een Duitse autosnelweg die de A2 bij Dortmund (Kreuz Dortmund-Nordwest) verbindt met de A3 (Seligenstädter Dreieck) bij Aschaffenburg.
Belangrijke plaatsen langs deze route zijn: Dortmund, Hagen, Olpe, Siegen, Dillenburg, Wetzlar, Gießen en Hanau.
Wegens het verloop van het, door de topografie aangepaste, tracé over het heuvelige landschap van het Sieger- en Sauerland en de daarmee verbonden noodzakelijkheid voor het bouwen van vele kunstwerken, wordt de weg ook wel Königin der Autobahnen (koningin van de autosnelwegen) genoemd. Over een lengte van 257 kilometer zijn er 73 bruggen, dat gemiddeld gezien betekent dat de afstand tussen twee bruggen ongeveer 3,5 kilometer is. Onder deze bruggen is de Talbrücke Sichter tussen Lüdenscheid en Meinerzhagen op een hoogte van 530 meter Normalnull de hoogstgelegen en de Siegertalbrücke bij Siegen-Eisersfeld met 1.050 meter niet alleen de langste, maar ook met 106 meter boven het dal de hoogste van de A45. De totale A45 is onderdeel van de Europese weg 41 (E41). Daarnaast lift tussen Kreuz Olpe-Süd en Wetzlar-Ost de Europese weg 40 (E40) een stukje met de A45 mee.
Deze snelweg is een van de alternatieven voor de A3 tussen het Ruhrgebied en Frankfurt am Main.

## Verloop

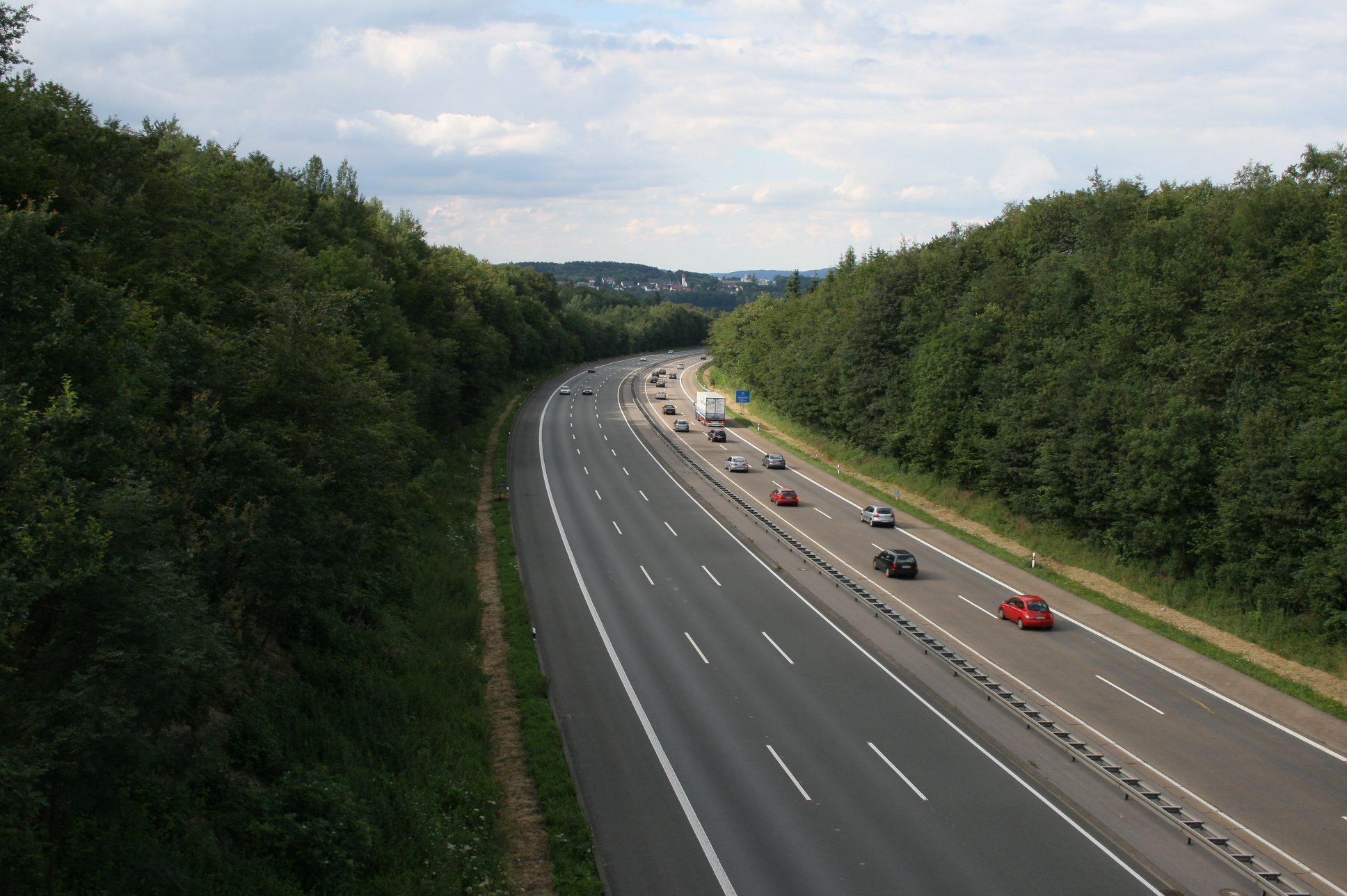
De A45 bij Lüdenscheid aan de oostelijk helling van de berg Homert. (2007)

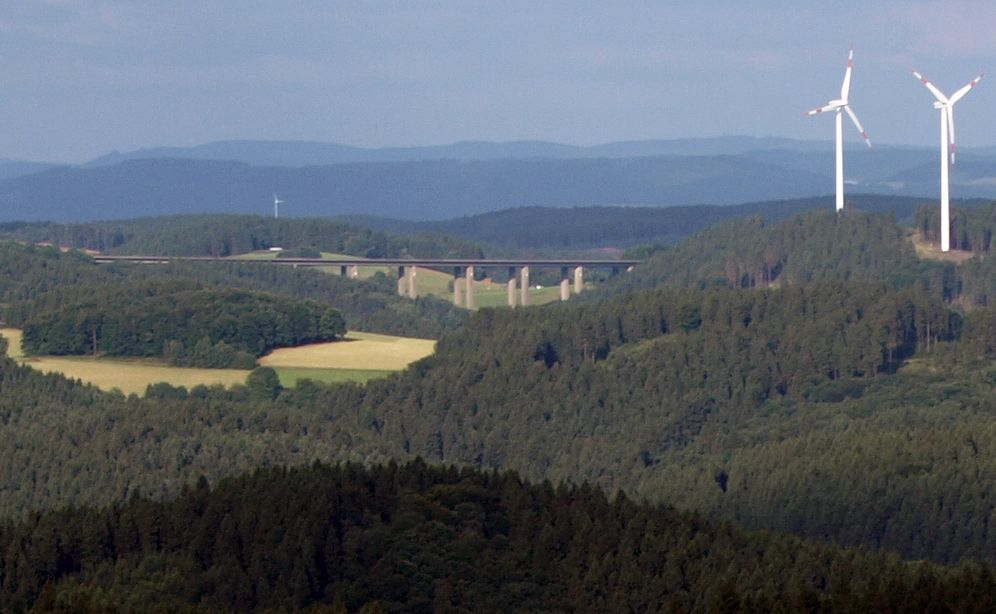
Een van de talrijke dalbruggen, zuidelijk van Meinerzhagen. (2008)

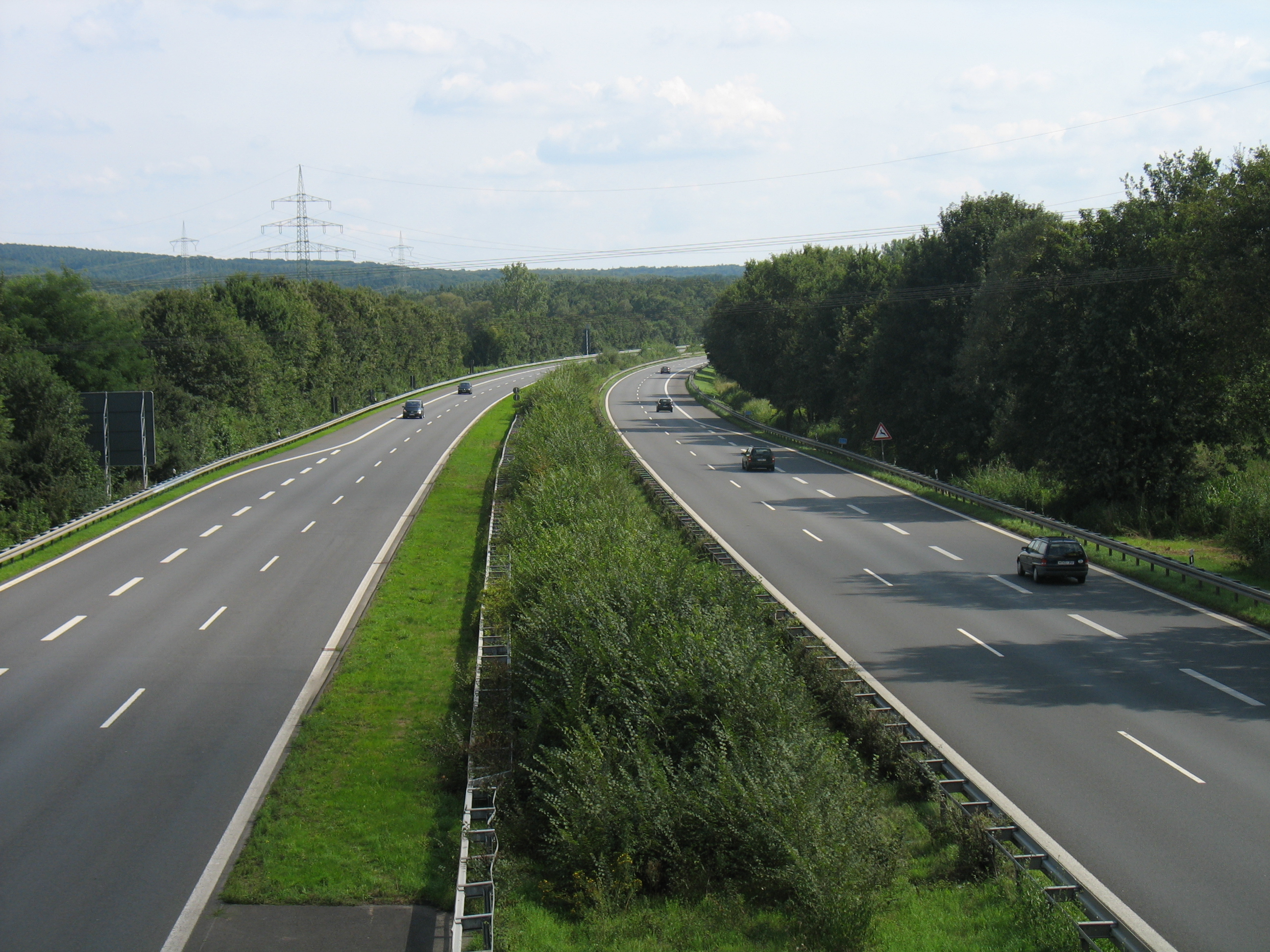
De extra brede middenberm bij Karlstein met plaats voor een extra rijstrook. (2010)

De snelweg begint bij Kreuz Dortmund-Nordwest, waar het van de A2 afbuigt en in zuidelijke richting voert. Oorspronkelijk zou dit drietaksknooppunt tot een volledig viertaksknooppunt omgebouwd worden en de A45 tot voorbij Olfen verlengd worden. Deze nieuwbouwplannen werden in de jaren 80 echter geschrapt. De eerste circa 25 kilometer tot Westhofener Kreuz vormt de snelweg het westelijke deel van de snelwegring van Dortmund, met Dortmund aan de oostkant en de Ruhrgebiedsteden Castrop-Rauxel en Witten aan de westkant van de weg. In deze omgeving kruist de A45 de door het Ruhrgebied lopende snelwegen A42, A40 en A44 evenals de snelwegenachtige B54. Al in het zuidelijke stadsgebied van Dortmund wordt het landschap heuveliger, waardoor hier enige dalbruggen gebouwd moesten worden. Zuidelijk van het knooppunt met de A1 bij Schwerte-Westhofen, waar de ring van Dortmund verlaten wordt, gaat de A45 over twee lange bruggen over de rivieren Ruhr en Lenne, waarna de snelweg de stad Hagen met het gelijknamige knooppunt bereikt, die een verbinding vormt met de A46 naar Iserlohn.
Zuidelijk van Hagen begint de beklimming het Sauerland in, herkenbaar aan de aanzienlijke hoogteverschillen evenals het toenemen van het aantal dalbruggen. De stad Lüdenscheid ligt westelijk van de snelweg en wordt met drie aansluitingen met de snelweg verbonden. Zuidelijk van de stad, tussen de aansluitingen Lüdenscheid-Süd (15) en Meinerzhagen (16) bereikt de snelweg met 532,6 meter boven NN het hoogste punt. Deze ligt rond de 1,2 kilometer noordnoordwestelijk van de berg Rothenstein (600 meter NN) en ongeveer 190 meter noordelijk de Talbrücke Sichter. Het rond de 36 kilometer lange trajectdeel tussen Hagen en Meinerzhagen heeft een hoogteverschil van in totaal 426 meter, het volgende deel tot Olpe een verschil van 180 meter. Zuidelijk van de stad gelegen Kreuz Olpe-Süd kruist het westelijke deel van de A4 (Aken - Krombach), die tot 2006 ongeveer honderd meter verder oostelijk eindigde, de snelweg. In oostelijke richting gaat de weg tegenwoordig over in de Hüttentalstraße naar Kreuztal. Daarna volgt het Siegerland om Siegen, de grootste stad en regionaal centrum in Zuid-Westfalen. In het stadsgebied bevindt zich met de Siegtalbrücke de langste en hoogste brug in de A45 evenals de een na hoogste in Noordrijn-Westfalen. De aansluiting Siegen (21) heeft daarbij over een lengte van 3 kilometer een hoogteverschil van 100 meter. Op deze afdaling kwam het in het verleden vaak tot zware vrachtwagenongevallen. Het eindigt bij de drukke B62, waar zich tegenover de aansluiting een steile bergwand bevindt.
Achter Siegen beginnen weer nieuwe beklimmingen respectievelijk afdalingen. Hier is over een lengte van 16 kilometer een hoogteverschil van 180 meter en het hoogte punt bevindt zich op 504,55 meter NN. Het punt bevindt zich bij de berg Kalteiche kort na de grens met Hessen en is onderdeel van de waterscheiding tussen de rivieren Lahn en Sieg. In de middenberm wordt middels een bord hierop gewezen.
De volgende 24 kilometer naar Herborn heeft een hoogteverschil van 300 meter. Hier veranderen de topografisch omstandigheden zodat de snelweg dichter bij de dorpen aangelegd kon worden. Zo bevinden de steden Haiger en Dillenburg zich dichter bij de snelweg dan dorpen van vergelijkbare grootte op het Noordrijn-Westfaalse deel, waar door het ontbreken van dalen in noord-zuidrichting en de dichtere bebouwing van de enige beschikbare dalen noodzakelijk was om de snelweg over de bergtoppen van het Sauer- en Siegerland heen te bouwen. Tussen Haiger en Wetzlar volgt de snelweg het Dilldal. Het bij Aßlar gelegen Wetzlarer Kreuz is, hoewel extreem weinig verkeer kent, het enige knooppunt in Duitsland dat als een volledig sterknooppunt (met een iets afwijkende vorm) gebouwd is. De rede hiervoor is dat bij de bouw in de jaren 80 nog rekening werd gehouden met de geplande verlenging van de A48 naar de A3 bij Koblenz. Nadat dit plan geschrapt was werd de snelweg in A480 omgenummerd. Het tegenwoordig maar 4 kilometer lang traject heeft al voorbereidingen voor een verbreding naar 2x3 rijstroken (bredere middenberm en ruimte op de viaducten). Bij de aansluiting Wetzlar-Ost (30) wordt de Lahn overbrugd en aansluitend de snelwegachtige B9 (Wetzlar - Gießen), die vroeger het nummer A480 had, gekruist. Bij het Gießener Südkreuz sluit de A485 aan, die tegenwoordig in eerste lijn als toevoerweg naar Gießen en de snelwegachtige B3 naar Marburg of in zuidelijke richting naar Butzbach dient. Het is een onderdeel van de voormalig geplande zuidelijke verlenging van de A49 tot aan Darmstadt.
Ongeveer 9 kilometer verder volgt het Gambacher Kreuz met de A5, wat voorheen het eindpunt van de A45 was. Bij de bouw van de A45 in deze omgeving in de jaren 60 was alleen nog de lange, twee rijstroken tellende verbinding in zuidelijke richting (Frankfurt am Main) berijdbaar, echter de voorbereidingen voor een verlenging van de A45 waren al getroffen. Bij de opening van deze verlenging in 1978 werd er echter geen verbinding vanuit Dortmund richting het noorden en vice versa uitgevoerd. Als gevolg hiervan moet tot op de dag van vandaag het vanuit het westen komende verkeer voor deze relatie de A485 en A480 via het Reiskirchener Dreieck gebruiken, om in de richting van Kassel te kunnen rijden. Deze verbinding dient ook als vervanging voor de niet uitgevoerde onderbreking van de A4 tussen Krombach en het Kirchheimer Dreieck.
De verlenging van de snelweg tot Hanau wordt door het doorkruiste landschap ook wel Wetteraulinie genoemd en kent ook een bijzonderheid. Kort nadat de verbindingsbogen van de A5 richting Frankfurt am Main afbuigen, heeft de snelweg, voor Duitse begrippen, een zeer brede middenberm. Dit is niet voor de topografie noodzakelijk, omdat de snelweg in tegenstelling tot het deel ten noordwesten van Wetzlar door een nagenoeg vlak landschap loopt, maar een overblijfsel uit de tijd dat de snelweg vanaf het huidige eindpunt tot aan Stuttgart verlengd zou worden. Het gaat hier om een voorbereiding voor 2x3 rijstroken, waarbij het dan mogelijk is om de extra rijstrook aan de linkerzijde aan te leggen. Bij Langenselbolder Dreieck buigt de A66 naar Fulda af en beide snelwegen gaan gezamenlijk over een tracé met 2x4 rijstroken verder tot Hanauer Kreuz, waar de A66 naar Frankfurt am Main evenals de B43a naar Darmstadt afbuigt.
Achter het knooppunt gaat de snelweg door de Bulau, waarin ook de grens met Beieren ligt. Ongeveer 12 kilometer van de snelweg bij Alzenau ligt in de Vrijstaat. Bij de Mainbrug Mainflingen wisselt de deelstaat weer naar Hessen en de A45 eindigt bij Seligenstädter Dreieck, die al bouwvoorbereidingen heeft voor de ondertussen geschrapte plannen voor de verlenging door het Odenwald naar Stuttgart om tot volledig knooppunt omgebouwd te worden, op de A3.

## Geschiedenis

### Eerste plannen
De eerste plannen, die een snelweg tussen het oostelijke Ruhrgebied en het Rijn-Maingebied voorzagen, werden al voor de Tweede Wereldoorlog uitgewerkt. Het zou de industriegebieden van het Sauerland, Siegerland en in het Lahn-Dillgebied met het Ruhrgebied verbinden. Ook onder de heerschappij van de nationaalsocialisten nagestreefde Reichsautobahnnetwerk bevatte vanaf 1940 onder wegnummer 55 een dergelijke verbinding, die van Dortmund naar Gießen zou lopen. Door de Tweede Wereldoorlog werd het plan niet meer gerealiseerd.
Pas midden jaren 50 kon op het gebied van de Bondsrepubliek de nieuwbouw van snelwegen worden opgepakt. Ten eerste moest de oorlogsschade worden hersteld, aansluitend werden de trajecten waar de bouw al was begonnen, maar door de oorlog was stilgelegd, afgemaakt. Snel kwamen door het toenemende verkeer het grotendeels nog voorloorlogse noord-zuidtraject Kamen - Oberhausen - Keulen - Frankfurt am Main en het eerste na de oorlog gereed zijnde Ruhrtangent Kamen - Leverkusen tegen de capaciteitsgrenzen aan. Een tweede noord-zuidverbinding tussen het Ruhrgebied en het Rijn-Maingebied werd noodzakelijk.

### Uitvoering
De plannen voor deze verbinding werd in 1957 onder de toenmalige verkeersminister Hans-Christoph Seebohm door vijf nieuwbouwafdelingen (vier in Noordrijn-Westfalen, één in Hessen) opgenomen. Vervolgens werd onderzocht of de nieuwe weg als snelweg of als autoweg gerealiseerd zou worden.
In kader van de plannen werden talrijke varianten over het tracé doorgespeeld en weer verworpen. Dat de weinige noord-zuidrichting verlopende dalen in het Sauer- en Siegerland geen plek meer voor een snelweg boden, besloot men de snelweg van Hagen over een lange beklimming tot Lüdenscheid op de hoogtes van het Sauerland te leiden en aansluitend langs bergkammen tot aan Siegen. Achter Siegen zou dan een nieuwe beklimming naar de Kalteiche en aansluitend een afdaling in het Haigerbach- en Dilldal volgen. Langs de oostelijke helling zou het de stad Wetzlar bereiken en eindigen op de snelweg Hamburg - Frankfurt - Bazel (HaFraBa).
In zekere zin een 'afvalproduct' van de eerste plannen onder het gebruik van dalen is de Hütteltalstraße bij Siegen, die over een lang traject een variant is van het gebruik van het Hüttendal.
Deze snelweg was de eerste na de oorlog gerealiseerde weg, die niet op geplande of al begonnen Reichsautobahnproject in het nazitijdperk gebaseerd is, maar een volledig nieuwe planning te gronde lag. Hiervoor gebruikte men nieuwe inzichten in de wegen- en snelwegennieuwbouw, die in 1955 in bouwvoorschriften voor Bondssnelwegen, profielontwerp (Bauanweisung für Bundesautobahnen, Querschnittsgestaltung; BBA-Q) vastgelegd werd. Terwijl de Reichsautobahnen een standaard dwarsprofiel van 24 meter hadden, die in 1939 door de invoering van vluchtstroken naar 28,50 meter verbreed werd, werd het standaardprofiel voor nieuwe snelwegen naar 31 meter gebracht (RQ 31). Tevens waren ook discussies betreffende een standaardprofiel met 2x3 rijstroken aangezet, maar door de hoge meerkosten besloot men hier tegen. Eveneens vermeed men vanaf nu lange rechtstanden in het tracé, omdat deze op automobilisten een eentonig en slaapverwekkend effect zou hebben (in Nederland ook bekend als polderblindheid). Hierdoor kreeg het nieuwe tracé een vloeiender verloop.
Ook de grond- en brugbouw hadden ondertussen grote voortgang geboekt. Nieuwe grote machines maakte het mogelijk een economischer werkwijze voor het verzetten van grote grondmassa's, waardoor het tracéverloop onafhankelijker van eventuele hindernissen aangelegd kon worden. Bovendien werd door nieuwe technieken bij de bruggenbouw het besluit vergemakkelijkt, om dalen met langere dalbruggen te kruizen en niet op een lager punt de oversteek te maken, waardoor extra beklimmingen en afdalingen met bijbehorende ongevalspunten vermeden werd. Door de talrijke bruggen heeft het nieuwe tracé in totaal veel minder beklimmingen en afdalingen.
In het wegenplan voor de bouw van federale wegen in de periode 1971 tot 1985 was het totale traject van Dortmund via Gießen en Aschaffenburg naar Stuttgart onder het interne nummer "Autobahn 13" opgenomen. Dit traject werd met de invoering van de nieuwe snelwegnummering op 1 januari 1975 als A45 genummerd, inclusief de noordelijke verlenging Olfen - Dortmund.

#### Dortmund - Gambacher Kreuz
Het trajectdeel Dortmund - Hagen - Siegen - Wetzlar - Gambach begint in het stadsdeel Ickern van Castrop-Rauxel, nabij de noordoostelijke stadsgrens van Dortmund, op de snelweg Ruhrgebied - Hannover - Berlijn (tegenwoordig A2). Vervolgens loopt de snelweg op het stadsgebied van Dortmund westelijk en zuidelijk om het centrum van de stad, alvorens het bij Westhofener Kreuz met de Ruhrtangente (tegenwoordig A1) verbonden wordt. Toen waren al vele wegen in het gebied verbreed naar 2x2 rijstroken, waardoor ongelijkvloerse aansluitingen noodzakelijk waren. Tot Hagen wordt het Ruhr- en Lennedal met twee lange dalbruggen gekruist, alvorens met een maximale stijging van 4% de snelweg van 100 meter NN in het Lennedal tot 410 meter NN bij Lüdenscheid klimt en aansluitend het hoogste punt van de snelweg op 532,6 meter NN wordt bereikt. De steden Olpe en Siegen worden westelijk gepasseerd en het Siegdal met een 102 meter hoge brug gekruist. Daarna voert de snelweg over de Kalteiche op 504 meter NN en aansluitend het Dilldal in, waarbij het dal in totaal driemaal gekruist wordt. Hier wijkt het huidige tracé voor een betere ontsluiting van het industriegebied en economisch centrum in het Lahn-Dill-Kreis af van de vroegere planning in de nazitijd. Na Wetzlar wordt het Lahndal gekruist en wordt Gießen zuidelijk gepasseerd, voordat op 205 meter NN hoogte gelegen Gambacher Kreuz met de snelweg Hamburg - Frankfurt - Bazel (tegenwoordig A5) het eerste deel van de snelweg eindigt.
Met de bouw van het trajectdeel werd begin jaren 60 begonnen. Het eerste trajectdeel kon al in 1963 geopend worden, waarbij het gaat om het 4 kilometer lange gedeelte tussen Westhofener Kreuz en aansluiting Dortmund-Süd. Na 10 jaar bouwtijd en 1,5 miljard Duitse mark bouwkosten werd op 26 oktober 1971 het laatste trajectdeel tussen Lüdenscheid en Freudenberg vrijgegeven. De officiële opening van de Sauerlandlinie vond plaats met de toenmalige verkeersminister Georg Leber en Bondskanselier Willy Brandt op verzorgingsplaats Sauerland bij Lüdenscheid onder de naam Bundesautobahn 13.
De noordelijke verlenging van aansluiting Dortmund-Süd tot het eindpunt bij Kreuz Dortmund-Nordwest werd in twee etappes geopend: 1972 tot Kreuz Dortmund-West (toenmalige B1, nu A40) en in 1974 tot het huidige eindpunt bij Kreuz Dortmund-Nordwest (huidige A2).
Twee in oost-westrichting verlopende snelwegen zouden de A45 kruizen. De snelweg Keulen - Olpe - Bad Hersfeld - Dresden, in de jaren 70 als A4 tussen Keulen en Olpe gerealiseerd, werd zuidelijk van Olpe met een klaverbladknooppunt aangesloten waar jarenlang de A4 eindigde, tot 2006 de onderbreking tot Krombach en de verlenging als de Hüttentalstraße geopend werd. Noordelijk van Wetzlar ontstond een knooppunt met de toenmalig geplande snelweg Koblenz - Gießen - Hattenbacher Dreieck, die later onder het nummer A48 gepland werd. Van de A48 werd alleen twee korte stukjes bij Wetzlar en Gießen gerealiseerd, die tegenwoordig het nummer A480 dragen. Bijzonder is het knooppunt met de A480 dat door de topografie van het landschap niet als gewoonlijk als klaverblad is aanlegt, maar als tot op heden Duitslands enige sterknooppunt.
Een probleem, dat ook op het Ruhrtangente speelde (Kamen - Leverkusen), waren de klimstroken op de beklimmingen die speciaal voor vrachtverkeer voorbehouden waren. Zo moesten ook lege vrachtwagens, hoewel deze regelmatig een hogere snelheid bereikten dan sommige auto's, moesten van deze stroken gebruikmaken. In weekenden, wanneer meer autoverkeer rondrijdt, bleven deze stroken door het vrachtverbod ongebruikt. Verkeersborden die het gebruik door auto's ook mogelijk maakte hielpen onvoldoende. Daardoor heeft men besloten op deze beklimmingen de klimstroken op te heffen en de snelweg hier lokaal naar drie rijstroken te verbreden.
Ook vele rijstrookwisselingen vermeed men. Wanneer diverse beklimmingen kort achterelkaar bevonden, werd de derde rijstrook ook daartussen aangelegd. Van de aansluiting Dortmund-Hafen tot zuidelijk van Lüdenscheid is de rijrichting naar het zuiden over 40 kilometer volledig voorzien van drie rijstroken. Toen de derde rijstrook werd opgeleverd was dit gedeelte het langste trajectdeel met drie rijstroken in het Duitse snelwegennet. In totaal is een derde van het noordelijke trajectdeel met een extra rijstrook per richting uitgerust.
Ondanks een breder tracé kregen ook de gedeeltes met drie rijstroken een vluchtstrook. Alleen bij dalbruggen werd geen vluchtstrook aangelegd, omdat dit anders zou betekenen dat hoge kosten gemaakt moesten worden om de bruggen te verbreden.
Door het gereedkomen van het traject reduceerde de afstand van Dortmund naar Frankfurt van 250 kilometer (via Keulen) naar 213 kilometer.
De trajectdelen zijn als volgt vrijgegeven:
| Trajectdeel                                      | Jaar | Lengte  |
| ------------------------------------------------ | ---- | ------- |
| aansl. Dortmund-Süd - Westhofener Kreuz          | 1963 | 4 km    |
| aansl. Wetzlar-Ost - Gambacher Kreuz             | 1966 | 18,3 km |
| Westhofener Kreuz - Kreuz Hagen                  | 1967 | 8 km    |
| aansl. Siegen-Eisern - aansl. Haiger/Burgbach    | 1967 | 14 km   |
| Kreuz Hagen - aansl. Lüdenscheid-Ost             | 1968 | 20 km   |
| aansl. Freudenberg - aansl. Siegen-Eisern        | 1968 | 13 km   |
| aansl. Haiger/Burgbach - aansl. Dillenburg       | 1968 | 8 km    |
| aansl. Dillenburg - aansl. Herborn-Süd           | 1969 | 12 km   |
| aansl. Herborn-Süd - aansl. Ehringhausen         | 1970 | 8 km    |
| aansl. Ehringhausen - aansl. Wetzlar-Ost         | 1971 | 15,4 km |
| aansl. Dortmund-West - aansl. Dortmund-Süd       | 1971 | 10,2 km |
| aansl. Lüdenscheid-Ost - aansl. Freudenberg      | 1971 | 48,4 km |
| Dreieck Dortmund-Nordwest - aansl. Dortmund-West | 1974 | 10,5 km |

#### Gambacher Kreuz - Aschaffenburg
Het vervolg van het traject van Gießen tot de snelweg Keulen - Frankfurt - Würzburg - Neurenberg bij Aschaffenburg was al in 1962 als netwerkuitbreiding in de plannen opgenomen. In kader van een tussen 1963 en 1965 uitgevoerde verkeersonderzoek werden in totaal zeven verschillende varianten voor het tracéverloop onderzocht. Men koos in 1967 voor het tracé "Planungsfall 6", waarin de locatie van de Mainkruising en het knooppunt met de snelweg Frankfurt - Neurenberg vastlag. Nadat in 1968 de planningsdocumenten bij de Hessische en Beierse autoriteiten voorgelegd werden, werd het tracé voor het 72 kilometer lange trajectdeel in 1972 definitief vastgelegd. In totaal ligt 12 kilometer van het traject op Beiers grondgebied.

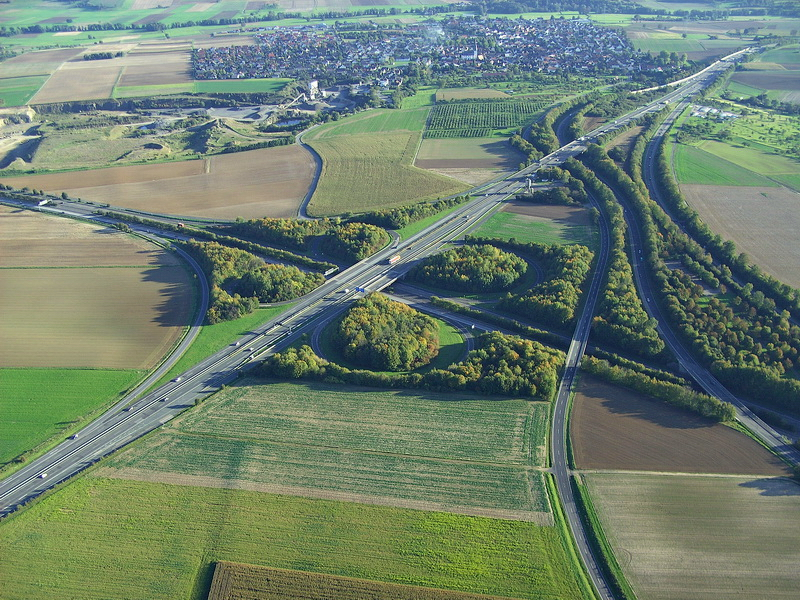
Gambacher Kreuz; de A45 loopt hier van links naar rechts. (2010)

Bij de bouw van het noordelijke deel was bij het knooppunt bij Gießen met de snelweg Hamburg - Frankfurt - Bazel (tegenwoordig Gambacher Kreuz) al rekening gehouden met een verlenging naar het oosten. Alleen was toen een tweestrookse verbinding richting Frankfurt in gebruik, voordat noordoostelijk van de aansluiting richting het zuiden een knooppuntbouwwerk in vorm van een onvolledig klaverblad gebouwd werd. De verbindingsboog van noorden naar het westen en vice versa werd afgezien ten gunste van de geplande snelweg Koblenz - Gießen - Hattenbacher Dreieck.
Het uiteindelijk doel bij het tracéverloop was op een zo groot mogelijke afstand van dorpen te blijven en tegelijkertijd rekening te houden met economische gebieden zoals de bruinkoolwinning bij Wölfersheim en landbouwgrond. Het tracé volgt hier daardoor oostelijk van Münzenberg een heuvelrug tussen de afgravingen van de dagbouwmijn. Aansluitend wordt een groot bosgebied doorkruist en vervolgens het Nidda-, daarna het Nidderdal bereikt, voordat de westelijke uitloper van de Vogelsberg doorkruist werd en het Kinzigdal bij Langenselbold bereikt werd.
Voor het vervolg van Hanau naar Aschaffenburg was oorspronkelijk een tracé oostelijk van Niederrodenbach gepland, echter werd door een betere verknoping met de toenmalig geplande snelwegen Frankfurt - Hanau - Fulda (nu A66) en Dieburg - Hanau (nu B45 en B43a, toen A683) het tracé dichterbij Hanau gelegd en een knooppunt westelijk van deze plaats gebouwd.
Het tracé op het Beierse grondgebied legde men tussen beide woongebieden langs de Main om Karlstein en langs de helling van de Spessart om Alzenau, voordat de rivier overbrugt wordt en 4 kilometer na de Mainbrug de snelweg bij het Seligenstädter Dreieck weer op Hessisch grondgebied eindigt. Het knooppunt werd als volledig klaverblad gebouwd om een latere verlenging naar het zuiden richting Stuttgart mogelijk te maken.
Noordoostelijk van Hanau werd in kader van de bouw van de snelweg Frankfurt - Hanau - Fulda meteen twee knooppunten gebouwd, waardoor een drie kilometer lang gezamenlijk tracé ontstaat. Een andere verkeersvoering was door diverse oorzaken bij de tracéplanning niet mogelijk geweest.
Globaal gezien werd het traject op dit trajectdeel meer aan het landschap aangepast, waardoor het maximale hellingspercentage lager dan 4% is. In tegenstelling tot het noordelijke deel koos men bij de bouw voor een dwarsprofiel van 37,50 meter breed, waarbij de middenberm een breedte van 12,50 meter heeft. Daardoor kan in de middenberm per richting een extra rijstrook worden aangelegd, zonder dat aansluitingen en kunstwerken aangepast moeten worden. Dat de snelweg echter niet na de A3 verlengd werd en ook na veertig jaar na het vrijgeven in verhouding weinig verkeer kent, is het de vraag of deze verbreding ooit nog gaat plaatsvinden.
De bouwvoorschriften stonden toe dat door de grote breedte van de (groene) middenberm afgezien kon worden van de gebruikelijke geleiderails. Na meerdere zware ongevallen, waarbij voertuigen op de verkeerde rijbaan terechtkwamen, werden ook hier overal geleiderails toegepast.
Het traject werd tussen 1976 en 1978 in etappes geopend. De openingen van de trajectdelen waren als volgt:
| Trajectdeel                                      | Jaar | Lengte  |
| ------------------------------------------------ | ---- | ------- |
| aansl. Florstadt - Langenselbolder Dreieck       | 1976 | 22,4 km |
| aansl. Wölfersheim - aansl. Florstadt            | 1977 | 13,0 km |
| Langenselbolder Dreieck - Seligenstädter Dreieck | 1978 | 23,1 km |
| Gambacher Kreuz - aansl. Wölfersheim             | 1978 | 13,1 km |

### Zuidelijke verlenging (Odenwald-Neckar-Alb-Autobahn)

De geplande A45; in blauw de huidige snelweg en in oranje de planning van 1976

In de jaren 60 en 70 was gepland, de snelweg die als "Odenwald-Neckar-Alb-Autobahn" (ONAA) bekend stond, zuidelijk vanaf de A3 via Schaafheim, omgeving Groß-Umstadt, Sandbach (Breudberg) (B426), Rimhorn, Vielbrunn, Boxbrunn im Odenwald bij Michelstadt (B47), Würzberg, Hesselbach (Hesseneck), Schloßau (Mudau), Mudau-Reisenbach, Waldbrunn (Odenwald), Reichenbuch bij Mosbach (B37), Asbach (Obrigheim) (B292), Helmstadt-Bargen, Untergimpern, Kirchardt (knooppunt met A6), Massenbachhausen, Schwaigern (B293), Nordheim (Württemberg) bij Lauffen, Talheim (B27), Neckarwestheim, Mundelsheim (knooppunt met A81), Steinheim an der Murr, Rielingshausen, Kirchberg an der Murr, Burgstetten, Waldrems bij Backnang (B14), Berglen, Winterbach (knooppunt met A87), Lichtenwald, Reichenbach an der Fils (knooppunt met A80) en Kirchheim unter Teck (B297) tot de A8 bij Holzmaden te verlengen. Dit al ver ontwikkeld plan werd echter in 1979 door de Baden-Württembergse deelstaatregering op ecologische gronden officieel geschrapt. Het traject werd na de tweede wijziging van wegenplan voor de bouw van federale wegen in de periode 1971 tot 1985 van 25 augustus 1980 niet meer opgenomen. Alhoewel was op het toenmalige geplande tracé van de A45 de nieuwbouw van Bundesstraße tussen de A6 en A81 (twee rijstroken, prioriteitsniveau II), tussen A81 en B14 bij Backnang (vier rijstroken, prioriteitsniveau I) evenals tussen Backnang en de A8 bij Kirchheim unter Teck (twee rijstroken, prioriteitsniveau II) gepland. Van Seligenstädter Dreieck zou de A45 nog naar de A680/B28 Darmstadt - Aschaffenburg verlengd worden. Bij de derde wijziging van het wegenplan op 21 april 1986 werden ook deze plannen geschrapt.

### Noordelijke verlenging
Al in het eerste wegenplan voor bouw van federale wegen in de periode 1971 tot 1985 was een vierstrookse, snelwegachtige verlenging van de snelweg Gießen - Dortmund noordelijk van het knooppunt Kreuz Dortmund-Nordwest als B235n via Waltrop en Datteln tot aan de omgeving van Olfen met een verbinding aan de oude B235 voorzien. Tussen Olfen, Dülmen, Coesfeld, Ahaus en Gronau zou een tweestrookse nieuwbouw van de B474n aansluiten. Met de hernummering van het snelwegennet op 1 januari 1975 was de verlenging van de A45 tot in de omgeving van Olfen gepland. Noordelijk van Olfen was de bouw van een snelweg niet voorgenomen. In de tweede wijziging van het wegenplan voor de periode 1971 tot 1985, vastgesteld op 25 augustus 1980, was de verlenging van de A45 geschrapt. In plaats daarvan zou tussen Kreuz Dortmund-Nordwest en Dülmen nieuwbouw van de B474n volgen (prioriteitsniveau I), waarbij de randweg Waltrop vier rijstroken zou krijgen. De derde wijziging van het wegenplan van 21 april 1986 voorzag het zuidelijke traject Dülmen - Olfen alleen nog met een lage prioriteit. Het trajectdeel Olfen - Kreuz Dortmund-Nordwest had een hoge prioriteit gekregen, maar dan als een tweestrookse nieuwe Bundesstraße. Bij randweg Dülmen ging het al om een lopend project. In het Bundesverkehrswegeplan 2003 waren de volgende trajectdelen van de A45 als B474 voorzien:
- randweg Waltrop (8,4 km, vier stroken, hoge prioriteit);
- randweg Datteln (3,3 km, twee stroken, hoge prioriteit).

Tegen het tracébesluit van de randweg Datteln was in beroep gegaan tot de hoge bestuursrechter in Münster, die de bezwaren op 18 januari 2013 afwees. Tegen het afwijzen van de bezwaren ging de Bund für Umwelt und Naturschutz Deutschland (BUND e. V.) in beroep bij de federale bestuursrechter in Leipzig, die op januari 2014 het besluit nietig verklaarde en deze teruglegde bij de hoge bestuursrechter in Münster.
In het Bundesverkehrswegeplan 2003 waren daarnaast de randweg Dülmen (B474, 2 bouwdelen, in totaal 11 km, twee rijstroken, hoge prioriteit) en de randweg Olfen (B474, 6 km, twee rijstroken, lage prioriteit) opgenomen, die echter op dat moment geen onderdeel waren van de originele A45-plannen.

## Bijzonderheden

### Volledige afsluiting bij Dortmund in januari 2012
Op 17 januari 2012 werd tussen de aansluiting Dortmund-Süd en Kreuz Dortmund/Witten ter hoogte van de parkeerplaats "Flöz Mausegatt" en "Johannes Erbstollen" een zinkgat in de middenberm ontdekt. Er werden tot wel drie scheuren ontdekt die deels maar drie meter onder het aardoppervlak bevonden en deels tot 20 meter diep waren. In een drie-ploegendienst werden in totaal 80 holtes met 800 ton cementmix opgevuld.

### Automatische strooi-installaties
Het trajectdeel tussen Hagen en Meinerzhagen is door de klimatologische omstandigheden in de winter door ijs en sneeuw evenals het gehele jaar door nevel bijzonder gevoelig voor file en ongelukken. Sinds de jaren 80 bevindt zich op deze beklimming bij de dalbruggen tussen Hagen en Lüdenscheid-Nord een automatische strooi-installatie evenals een verkeerswaarschuwingssysteem tussen Lüdenscheid-Süd en Drolshagen. Ook tussen de aansluitingen Wilnsdorf en Haiger/Burbach is er een automatische strooi-installatie, omdat hier de weg een hoogte van 500 meter boven zeeniveau moet overbruggen.

### Naamswijziging Kreuz Olpe-Süd
De stad Siegen heeft het verlangen om het knooppunt Kreuz Olpe-Süd (A4) in Siegen-Nord te hernoemen. De reden hiervoor is dat na de verlenging van de A4 en de aansluiting op de stadssnelweg Siegen ("Hüttentalstraße") het regionale centrum Siegen vanaf het noorden direct aangesloten is. Het Bondsverkeersministerie had echter op 1 februari 2005 het verzoek van de stad Siegen afgewezen.

### Uitbreiding van de parkeerplaatsen langs de A45
Door een tekort aan 20.000 parkeerplaatsen in heel Duitsland wil de wegbeheerder Straßen.NRW (Noordrijn-Westfalen) de parkeerplaatsen Schwiendahl en Brenscheid in Lüdenscheid evenals twee verdere parkeerplaatsen buiten het stadsgebied van Lüdenscheid uitbreiden. De capaciteit van de verzorgingsplaats Schwiendahl zal van 8 tegenwoordig naar 20 parkeerplaatsen voor vrachtwagens worden uitgebreid. Ook de hier direct tegenover liggende verzorgingsplaats Brenscheid zal van 14 naar 26 vrachtwagenparkeerplaatsen worden uitgebreid. De groenstroken op de parkeerplaatsen moeten hier grotendeels voor wijken. Bovendien zal langs de toerit naar de snelweg vrachtwagenparkeerplaatsen ontstaan. Hierbij moet ook een bypass aan de buitenkant komen. De voorzitter van de plannings- en milieucommissie van de stad Lüdenscheid beschouwt de geplande uitbreidingen van de parkeerplaats als zinvol, omdat door het toenemende verkeer het steeds drukker wordt op de snelweg.

### Bewegwijzering van de dalbruggen
De meeste dalbruggen op het Noordrijn-Westfaalse gedeelte van de A45 beschikken over een informatiebord, die oorspronkelijk een blauwe kleur hadden en informatie over de naam van de brug evenals de hoogte boven zeeniveau gaven. Rond het jaar 2013 werden deze borden verwijderd. Waarom dit is gedaan is nooit bekend geworden. De oorspronkelijk in blauw uitgevoerde tegenhangers in Hessen werden daarentegen een paar jaar geleden vernieuwd.

### Slechte staat bruggen

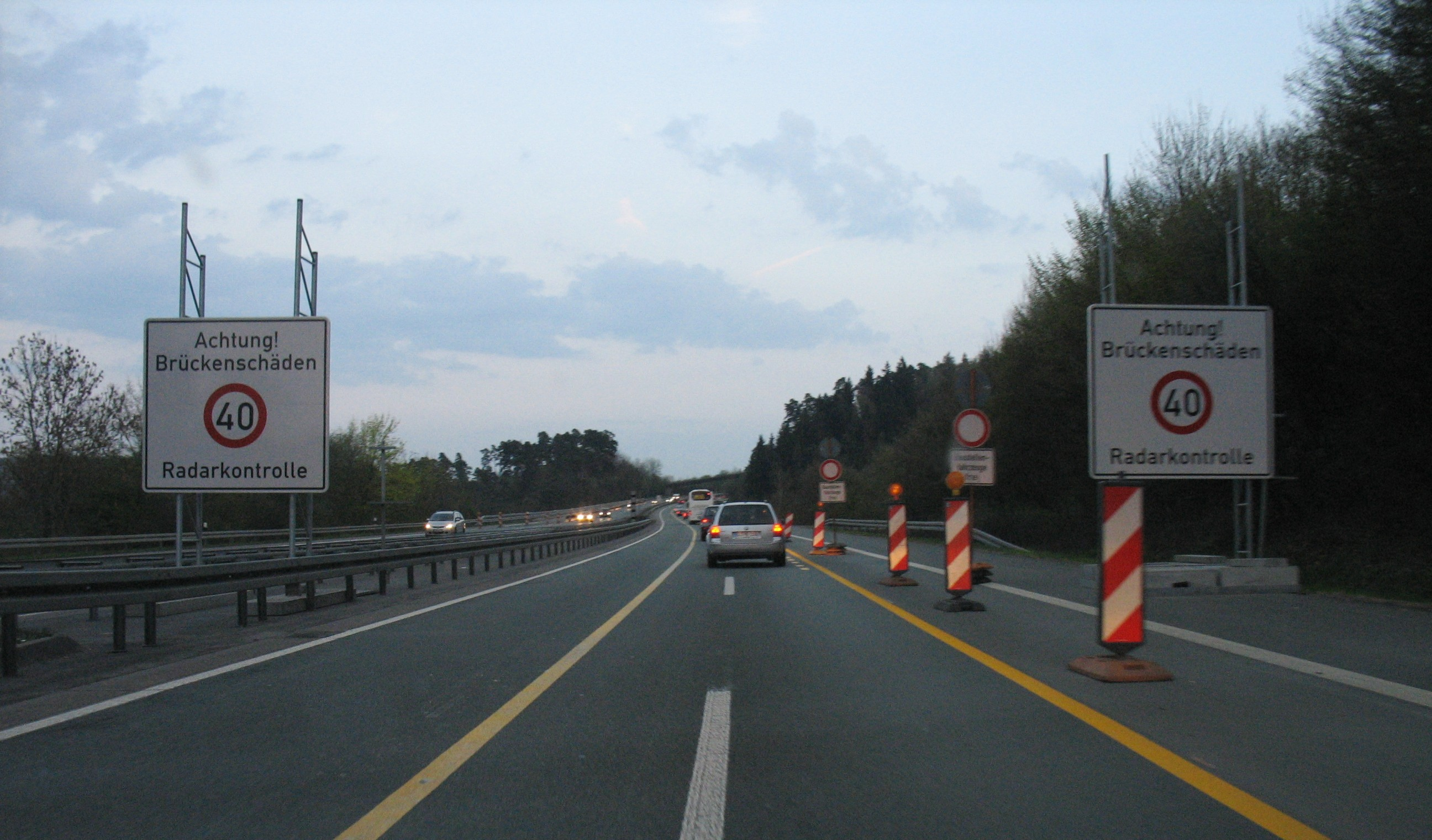
Maximumsnelheid van 40 km/h op de Windelbachtalbrücke in 2009

Van 1999 tot 2002 werd de Dilltalbrücke Haiger wegens de slechte staat volledig door nieuwbouw vervangen. Sinds begin 2009 zijn er vervangingswerkzaamheden van de Talbrücke Windelbach evenals de renovatie van de Ambachtalbrücke. Nog kort voor de bouwstart moest wegens vorstschade in de Windelbachtalbrücke de A45 richting Wetzlar kortdurend afgesloten worden.
In het verloop van de A45 tussen Gießener Südkreuz en de deelstaatgrens met Noordrijn-Westfalen zijn meerdere bruggen in slechte staat. Daardoor gold sinds 12 januari 2009 op tien andere bruggen voor vrachtwagens een maximumsnelheid van 60 km/h in beide richtingen. Op de Talbrücke Windelbach was de maximumsnelheid voor vrachtwagens zelfs gereduceerd naar een voor snelwegen ongebruikelijke 40 km/h, om de schuif- en remkrachten op de brug te verhinderen. Zwaartransporten en gevaarlijke stoffen evenals voertuigen zwaarder dan 44 ton totaalgewicht mochten niet meer van dit gedeelte gebruikmaken. Sinds november 2010 is de eerste bouwfase, de bovenbouw richting Gießen en de verkeersomleiding naar dit bruggedeelte afgerond. Het project werd in december 2012 met de vrijgave voor het verkeer afgerond.
Elf bruggen moeten in de komende jaren gerenoveerd worden. De renovatie zorgt voor een levensduurverlenging van 10 jaar, waarna de bruggen volledig vervangen moeten worden. In maart 2010 werd de aanbesteding voor het opstellen van het sloopconcept en de planning voor de vervangende nieuwbouw van 16 kunstwerken tussen Gambacher Kreuz en de deelstaatgrens Hessen/Noordrijn-Westfalen uitgeschreven. De nieuw te bouwen bruggen krijgen een dwarsprofiel die geschikt is voor 3 rijstroken per richting.
Ook op het Noordrijn-Westfaalse gedeelte van de A45 zijn vele bruggen door diverse onderzoeken en berekeningen verder versterkt of deels ook compleet vervangen. Daarbij zal ook hier het gehele gedeelte tussen Dortmund en Hessen naar drie rijstroken per richting uitgebreid worden. Een spectaculair project is daarbij de al meerdere jaren lopende vervanging van de Lennetalbrücke.
De Mainbrücke Mainflingen moet eveneens in de komende jaren door nieuwbouw vervangen worden.

### Protesten tegen de nieuwbouw van de Sechsheldener Talbrücke
Sinds 1968 overspant de zesstrookse Talbrücke Sechshelden de A45 het dorp Sechshelden. Doordat de brug onder de huidige verkeersstromen niet meer kan dragen, moet deze vervangen worden. Tegen de nieuwbouw op dezelfde locatie had zich in 2010 het burgerinitiatief "MuT" ("Menschen unter der Talbrücke") gevormd. Het burgerinitiatief strijdt voor een zelf uitgewerkte tunneloplossing en bevindt zich in gesprek met de politiek uit Haiger, Wiesbaden en Berlijn. Door de hoge meerkosten van een tunnel heeft de Bond gekozen voor nieuwbouw op dezelfde locatie.

### Trajectdeel in Beieren
Terwijl ongeveer 12 kilometer van de snelweg op Beiers grondgebied (Unterfranken, Landkreis Aschaffenburg) loopt, bevindt zich op het gehele traject geen aankondiging, zoals gebruikelijk langs Duitse snelwegen, dat men in Beieren rijdt. Alleen aan de anders vormgegeven blauwe bewegwijzering herkent men de wissel van deelstaat, omdat de deelstaat Hessen niet de voor Duitse snelwegen opgestelde richtlijn RWBA 2000 voor bewegwijzering volgt. Een bord dat men zich van deelstaat wisselt is er alleen in het Seligenstädter Dreieck op de verbinding van de A45 naar de A3 richting Würzburg.

### Zender Mainflingen
Kort voor het einde van de snelweg bij Seligenstädter Dreieck bevindt zich direct ten westen van de snelweg een zenderinstallatie, welke de tijdseinzender DCF77 bevat.